# Albert Maltz
Albert Maltz ( / m ɔː l t s / ; Nueva York, 28 de octubre de 1908 - Los Ángeles, 26 de abril de 1985) fue un dramaturgo, escritor de ficción y guionista estadounidense. Fue uno de los Diez de Hollywood que fueron encarcelados en 1950 por su negativa en 1947 a testificar ante el Congreso de Estados Unidos sobre su presunta participación en el Partido Comunista de los Estados Unidos. Ellos y muchas otras figuras de la industria del entretenimiento de EE. UU. fueron posteriormente incluidos en la lista negra, lo que negó a Maltz el empleo en la industria durante muchos años.

## Antecedentes
Albert Maltz fue el tercero de los tres hijos de Bernard Morris Maltz, un inmigrante ruso nacido en la actual Lituania, y Lena Schereaschetsky (más tarde Sherry), también un inmigrante de un área controlada por Rusia. Nacido en una familia judía acomodada, en Brooklyn, Nueva York, Maltz fue educado en la Universidad de Columbia, donde fue miembro de la fraternidad Zeta Beta Tau y la clase de 1930, y la Escuela de Drama de Yale. Se convirtió en comunista en 1935 por convicción, luego le dijo a un entrevistador: "También leo los clásicos marxistas. Sigo pensando que es el conjunto de ideales más noble jamás escrito por el hombre ... ¿En qué otro lugar de la literatura política se encuentran pensadores que dicen que íbamos para poner fin a todas las formas de explotación humana? La explotación salarial, la explotación de las mujeres por los hombres, la explotación de las personas de color por los pueblos blancos, la explotación de los países coloniales por los países imperialistas. Y Marx habló del hecho de que el socialismo será el reino de la libertad, donde el hombre se realiza a sí mismo de una manera que la humanidad nunca ha visto antes. Este fue un cuerpo de literatura inspirador para leer". Aunque Maltz se enteró más tarde de la represión soviética y la criticó, según un análisis de 2009, "siguió simpatizando con el antifascismo tanto de la Unión Soviética como del CPUSA durante la década de 1930",  diciendo en una entrevista de 1983 que "el partido comunista en Estados Unidos lideraba la lucha educativa y organizativa". 

### Ostracismo dentro de la CPUSA y retractación
En febrero de 1946, Maltz publicó un artículo (escrito en octubre de 1945) para The New Masses titulado "¿Qué les pediremos a los escritores?" en el que criticaba a sus compañeros escritores comunistas por producir trabajos de menor calidad, debido a que colocaban las preocupaciones políticas por encima de las artísticas. También se refirió positivamente en su artículo a la obra de James T. Farrell, un trotskista. Este artículo provocó los ataques venenosos hacia Maltz por parte de otros miembros de la CPUSA,  tanto en forma impresa como en persona en las reuniones del partido. Fue acusado de browderismo y para mantener su buena reputación en el partido tuvo que humillarse publicando en el Daily Worker una refutación de su propio artículo. Además, "se denunció públicamente en el escenario de un simposio de escritores presidido por miembros del partido". 
Casi 30 años después de la muerte de Maltz, el 'asunto Albert Maltz' todavía era un tema de discusión entre los estudiosos de los movimientos marxistas y de los Diez de Hollywood. John Sbardellati, de la Universidad de Waterloo, argumentó en la revista Cold War History que "al reinar [sic] en Albert Maltz, el Partido rechazó su anterior enfoque más complaciente de la cultura popular y, al hacerlo, perdió sin querer una gran parte de su influencia cultural "y que este cambio contribuyó al rápido declive de las "películas de problemas sociales" que habían surgido a principios de la era de la posguerra (p. 489).  Escribiendo en el Journal of American Studies , Colin Burnett argumenta: "Los ataques inmediatos a Maltz por parte de críticos como Mike Gold estaban motivados principalmente por la opinión de que una estética propiamente marxista debe seguir la teoría leninista-zhdanovista del 'arte como arma', "aunque Burnett propone" un reexamen de la teoría del arte 'paramarxista' [Maltz] desarrollada para aclarar el papel de la crítica de izquierda y del 'escritor ciudadano' ... a la luz de los debates sobre arte y literatura en la revista New Masses (1926-1948), así como en la estética marxista internacional". 

## Carrera
Durante la década de 1930, Maltz trabajó como dramaturgo para Theatre Union, que era "una organización de artistas de teatro y activistas políticos [procomunistas] que montaban producciones profesionales de obras de teatro orientadas a los trabajadores y sus aliados de clase media". En 1932, su obra Merry Go Round fue adaptada para una película.  En Theatre Union conoció a Margaret Larkin (1899–1967), con quien se casó en 1937.  Ganó el premio O. Henry dos veces: en 1938 por El hombre más feliz de la Tierra, un cuento publicado en Harper's Magazine,  y en 1941 paraTarde en la jungla , publicado en The New Yorker. Su colección de relatos The Way Things Are, and Other Stories se publicó en 1938, al igual que su novela Seasons of Celebration, incluida en The Flying Yorkshireman and Other Novellas, una compilación de varios autores publicada como un libro de mayo de 1938. la selección Month Club. Estos escritos y su novela de 1940 The Underground Stream se consideran obras de la literatura proletaria. Durante este tiempo, la obra de teatro de Maltz Private Hicks apareció en William Kozlenko 's 1939 colección curada El mejor corto Obras de Teatro Social, junto con obras como Esperando a Lefty de Clifford Odets, La horquilla oscilará de Marc Blitzstein y el perro debajo de la piel por W. H. Auden y Christopher Isherwood. 
En 1944 publicó la novela La cruz y la flecha, sobre la cual Jerry Belcher señaló que era "un best seller que narra la resistencia alemana al régimen nazi. Se distribuyó en una edición especial de las Fuerzas Armadas a más de 150 000 combatientes estadounidenses durante Segunda Guerra Mundial".  En 1970 publicó una nueva colección de cuentos, Tarde en la jungla . 
Mientras continuaba su carrera como escritor de ficción publicada y drama teatral, se amplió a escribir para la pantalla. Después de trabajar en Casablanca, el primer crédito como guionista de Maltz fue para This Gun for Hire (1942). Por su guion para la película Pride of the Marines de 1945, Maltz fue nominado a un premio de la Academia por escritura de guion adaptado. Durante este período, también recibió dos Premios de la Academia por documentales o películas de estilo documental: el Premio de la Academia al Mejor Documental en 1942 por The Defeat of German Armies Near Moscow y un Oscar especial en 1945 por The House I Live In, una película de 10 minutos donde el cantante y actor Frank Sinatra se opone al antisemitismo mediante el uso de un incidente escenificado de jóvenes matones persiguiendo a un niño judío, lo que llevó a Sinatra a hablar y cantar sobre por qué tal comportamiento es incorrecto. 

### Lista negra
En 1947 Maltz se convirtió en uno de los Diez de Hollywood que se negó a responder preguntas ante el Comité de Actividades Antiamericanas (HUAC) de la Cámara sobre su membresía en el Partido Comunista. El día que Maltz compareció ante el comité, el 28 de octubre de 1947, él y sus colegas escritores Dalton Trumbo y Alvah Bessie no solo se negaron a responder a la pregunta central del comité, sino que también "desafiaron la constitucionalidad del comité y reprendieron sus actividades", según el reportero de The Dallas Morning News Washington Bureau. Por negarse a responder, cada uno fue citado por desacato por el Congreso, condenado a prisión y multado, aunque Maltz fue el único del grupo cuya citación fue objeto de votación nominal (decisión en la que el voto de cada miembro se registra por nombre), aprobado 346 a 17; la citación de Trumbo fue parte de una votación permanente (votos contados pero no nombrados individualmente), 240 a 15, y los ocho restantes se citaron mediante voto de voz. Cuando se finalizaron las sentencias de cárcel y las multas, el 29 de junio de 1950, "se impusieron sentencias máximas de un año de cárcel y una multa de 1000 dólares a Ring Lardner Jr., Lester Cole, Maltz y Bessie", mientras que Herbert Biberman y Edward Dmytryk recibieron multas iguales pero sentencias de cárcel de seis meses; cuatro miembros adicionales fueron asignados para un castigo posterior. 
Como los demás, Maltz fue incluido en la lista negra por los ejecutivos de los estudios, comenzando con un anuncio del presidente de la Motion Picture Association of America de que cincuenta de los principales ejecutivos del campo se habían reunido durante dos días y habían decidido eliminar a los diez hombres de sus nóminas para no contratar a "ningún comunista conocido" en el futuro, y negarse a volver a contratar a cualquiera de los hombres de la lista negra "hasta que sea absuelto o se haya purgado del desprecio y haya declarado bajo juramento que no es comunista". Sus trabajos estrenados entre la cita de 1947 y la asignación de sentencia de 1950 recibieron cierta repercusión —casi exactamente un año después de su citación por desacato, una encuesta de críticos del Film Daily consideró su Ciudad desnuda uno de los cinco mejores guiones de la temporada 1947-48—, pero una vez encarcelado y multado, Maltz luchó por conseguir trabajo o crédito. Su guion de Broken Arrow ganó en 1951 el premio Writers Guild of America al mejor western estadounidense escrito. Sin embargo, debido a su inclusión en la lista negra en ese momento, el guionista de la MPAA, Michael Blankfort, acordó poner su propio nombre en el guion en lugar del de Maltz  como la única forma de que cualquiera de los estudios cinematográficos de Hollywood lo aceptara. Como tal, Blankfort fue nombrado ganador. Su último encargo durante algunos años fue The Robe (1953), aunque no se acreditó su participación hasta décadas después.
Durante los primeros años de la lista negra, Maltz continuó como escritor de ficción en activo. Una revisión de Frank X. Tolbert de 1949 de El viaje de Simon McKeever de Maltz señala que la notoriedad del autor probablemente hará que el libro sea "leído con atención e incluso radiografiado para ver si podría proporcionar una pista a la pregunta que el escritor no haría responder". Elogiando la novela como una novela "hermosa" y "una crítica elocuente de la forma en que tratamos a nuestros ancianos" en la forma de una "historia de flujo de conciencia sobre unos días en la vida de un hombre de 73 años artrítico en una casa de reposo con una pensión de $ 60, "un hombre que" ha ganado buenos salarios toda su vida "pero es" demasiado generoso para haber ahorrado dinero ", Charles Dickens se habría ingeniado si fuera un autor del siglo XX "- Tolbert concluye que" si [este libro] es 'antiamericano' en su filosofía, entonces también lo son las doctrinas del viejo Doc Townsend y la mayoría de los demás planificadores". 
En 1960, años después de su aparición en The House I Live In, Sinatra lo contrató para que escribiera un guion para The Execution of Private Slovik. La decisión generó una presión pública considerable sobre Sinatra, incluido un incidente en el que el popular actor conservador John Wayne desafió públicamente al candidato presidencial John F. Kennedy, entonces senador por Massachusetts, sobre si aprobaba la elección de su "compinche" Sinatra, afirmando que la opinión de Kennedy importaba "porque el señor Kennedy es quien está haciendo planes para dirigir el gobierno administrativo de nuestro país". En el mismo artículo, Ward Bond menospreciaba a Sinatra y a quienes contrataban a escritores de la lista negra como "miembros de la tendencia reciente de lo que podría llamarse un club de 'Contrata a los comunistas'". Sinatra inicialmente paró los intentos de persuadirlo de que despidiera a Maltz, afirmando que el escritor fue contratado "porque era el mejor hombre para el trabajo; no tenía nada que ver con su orientación política", pero al final Sinatra fue presionado para despedir a Maltz del proyecto, y la columnista Dorothy Kilgallen acreditó la intervención decisiva del padre de Kennedy, Joe —"sin duda anticomunista, papá Kennedy habría invitado a Frank a saltar del tren presidencial de Jack Kennedy si no se deshacía de Maltz—, aunque también señaló que el coronel Parker "estaba a punto de sacar a Elvis del próximo espectáculo de Sinatra si existía alguna posibilidad de deshonor por asociación". 
Maltz y otros miembros de los Diez de Hollywood intentaron nuevamente en 1960 luchar contra la lista negra, esta vez mediante la presentación de una demanda antimonopolio alegando que los estudios habían conspirado ilícitamente para restringir el libre comercio al hacer cumplir una lista negra clandestina mediante la presión mutua para dejar sin trabajo al personal de creativos afectados. Las reseñas informativas acerca de la demanda señalaban que los demandantes "incluyen tres ganadores de los Oscar, el premio artístico más alto de la industria del cine" —al menos dos de los cuales fueron otorgados bajo escritura seudónima (nombrándose los títulos The Defiant Ones y Inherit the Wind)— y que, si bien el uso de las leyes antimonopolio en una demanda de derechos civiles era "inusual", "no era algo inédito".

## Carrera y créditos posteriores a la lista negra
Maltz fue finalmente empleado nuevamente en Dos mulas y una mujer (1970), que fue un vehículo para los populares actores Clint Eastwood y Shirley MacLaine. Trabajó en proyectos adicionales de escritura de guiones en sus últimos años, no todos los cuales llegaron a buen término; un artículo de 1972 sobre Martin Rackin señala su intención de filmar una biografía de Modigliani que coescribió con Maltz,  mientras que un perfil de Henry Fonda de 1978 indica sus planes de revivir un guion de El viaje de Simon McKeever de Maltz , previamente programado para protagonizar a Walter Huston pero archivado debido a la lista negra, luego revivido para Spencer Tracy pero abandonado cuando la estrella murió antes de que comenzara el rodaje.  Fonda dijo en una entrevista separada: "Cuando me la trajeron, me enamoré de la historia. Jane me escuchó hablar con entusiasmo sobre ella y pidió leer el guion." Papá, me gustaría jugar a la doctora '... ya sabes que le debe gustar, porque su papel es pequeño; sólo trabajará cuatro días ".  Aunque el proyecto en ese momento había avanzado hasta el punto de que se habían identificado lugares de rodaje convenientes para la afición apícola de Henry Fonda,  la película nunca se hizo.  El último crédito de escritura de Maltz (como John B. Sherry) es Hangup (1974). 
En 1991, en el curso de la corrección de créditos de pantalla para guionistas en la lista negra, el Writers Guild of America reconoció oficialmente a Maltz como el único guionista acreditado por Broken Arrow .  El voto del gremio fue unánime. 
Uno de los agentes literarios de Maltz fue Maxim Lieber , a quien visitó en Varsovia, Polonia, después de que Lieber huyera de Estados Unidos en 1950. Maltz se refirió a él como "mi amigo y ex agente".  En sus últimos años, Maltz se acercó a otras personas fuera de los Estados Unidos, una vez que ofreció tomar las regalías que le debía la Unión Soviética y dárselas al escritor ruso Aleksandr Solzhenitsyn.para aliviar las terribles condiciones que le imponía la URSS. Solzhenitsyn expresó su agradecimiento a través de la prensa, observando que era poco probable que las autoridades soviéticas le permitieran aceptar la oferta y cuestionando las afirmaciones del ministro de cultura soviético Furtseva de que el autor ruso era "acomodado y había comprado más de un automóvil", insistiendo en cambio en que para el siete años antes, el gobierno soviético le había negado dinero y vivienda, de modo que "Mi único automóvil, que había estado usando durante nueve años, se vendió para prolongar mi existencia y no he conseguido ningún otro automóvil". 
Maltz murió el 26 de abril de 1985, a la edad de 76 años por complicaciones de un derrame cerebral que había sufrido nueve meses antes. En una entrevista concedida unas semanas después de la muerte de Maltz, el actor Kirk Douglas, quien afirmó haber roto la lista negra al contratar públicamente a Trumbo en 1959 para mejorar el guion de Espartaco, dijo sobre los 10: "Yo me sentí mal por esas personas. No estaban tratando de derrocar a su gobierno. No compartí sus creencias, como tampoco simpatizo con las opiniones de Vanessa Redgrave. Pero apoyo su demanda contra la Sinfónica de Boston [por cancelar actuaciones de 1982 basadas en el apoyo de Redgrave a la Organización de Liberación de Palestina]. Esa es una lista negra".
- Datos: Q578011
- Multimedia: Albert Maltz / Q578011